# Kurt Redel
Kurt Redel (* 8. Oktober 1918 in Breslau; † 12. Februar 2013 in München) war ein deutscher Flötist und Dirigent.

## Leben
Redel studierte am Konservatorium von Breslau Orchesterleitung, Flöte, Violine, Komposition und Musikgeschichte. 1938 wurde er Soloflötist der Meininger Landeskapelle. Noch im selben Jahr, als Zwanzigjähriger, erhielt er eine Professur für Flöte am Salzburger Mozarteum. 1941 ging er als Soloflötist zum Bayerischen Staatsorchester nach München. Von 1946 bis 1956 lehrte er als Professor für Flöte an der Nordwestdeutschen Musikakademie, der heutigen Hochschule für Musik Detmold. Zu seinen Schülern gehörten Karlheinz Zöller und Paul Meisen.
1952 gründete Redel in München das Kammerorchester Collegium Pro Arte, mit dem er zahlreiche Konzerte gab und preisgekrönte Plattenaufnahmen machte, vor allem der Werke von Bach, Telemann, Haydn und Mozart. Zwanzig Jahre leitete er das von ihm gegründete Osterfestival von Lourdes, daneben arbeitete er mit vielen bedeutenden Orchestern Europas. Für sein Wirken erhielt er zahlreiche Auszeichnungen, darunter mehrmals den Grand Prix du Disque, den Prix Orphée der Pariser Oper, den Grand Prix Edison in Amsterdam und das Bundesverdienstkreuz 1. Klasse.
Kurt Redels Sohn ist der Komponist Martin Christoph Redel (* 1947).